# David J. Weber
David Joseph Weber (20 de diciembre de 1940 - 20 de agosto de 2010) fue un historiador estadounidense cuya investigación se centró en la historia del Suroeste de los Estados Unidos y su transición del dominio español y mexicano para formar parte de los Estados Unidos, un campo de estudio que en gran parte había sido ignorado, porque «los historiadores estadounidenses veían esta área como parte de la historia latinoamericana y la ignoraron», mientras que «los historiadores latinoamericanos la consideraban perteneciente a la historia de los Estados Unidos y también le dieron poca importancia». 

## Semblanza biográfica
Weber nació el 20 de diciembre de 1940, en Búfalo, Nueva York. Se crio en Cheektowaga, Nueva York y asistió a la Universidad Estatal de Nueva York en Fredonia. A pesar de que inicialmente planeaba estudiar música, un curso de Historia de América Latina le llevó a cambiar de opinión y en 1962, obtuvo una licenciatura en ciencias sociales. Se especializó en Historia latinoamericana en la Universidad de Nuevo México, la maestría la obtuvo en 1964 y el doctorado en 1967, con la tesis The Taos Trappers: The Fur Trade in the Far Southwest, 1540-1846 (Los tramperos de Taos:El comercio de pieles en el lejano suroeste, 1540-1846).
Ingresó al cuerpo de profesores de la Universidad Estatal de San Diego en 1967 y enseñó en la Universidad de Costa Rica en 1970, dando conferencias en español como parte del Programa Fulbright. En 1976, fue contratado por la Universidad Metodista del Sur, donde estableció el Centro William P. Clements para Estudios del Suroeste. Entre los más de 20 libros de su autoría sobre el tema, en su libro de 1982, The Mexican Frontier, 1821-1846: The American Southwest Under Mexico (La frontera mexicana, 1821-1846: el suroeste de Estados Unidos bajo México) y en su libro de 1992, The Spanish Frontier in North America (La frontera española en América del Norte), Weber completó muchos de los detalles que faltaban sobre la conquista española y sus efectos en los nativos americanos, y exploró el crecimiento de la población anglosajona en las zonas que más tarde se convertirían en parte de los Estados Unidos. William J. Cronon de la Universidad de Wisconsin-Madison, lo llamó «probablemente el erudito más importante de la historia de la frontera española en América del Norte en la segunda mitad del siglo XX», y agregó que: «No hay nadie comparable a él en términos de erudición o de síntesis amplia». Benjamin Johnson, de la Universidad Metodista del Sur, dijo que «estuvo al menos una generación por delante de su tiempo en la capacidad de reconocer como México y Estados Unidos estuvieron y están entrelazados».
Fue nombrado por el gobierno español caballero de la Orden de Isabel la Católica y condecorado por el gobierno mexicano con la Orden del Águila Azteca en 2005, el más alto honor que cada una de estas naciones otorga a los extranjeros. Fue investido como miembro de la Academia Americana de las Artes y las Ciencias en 2007 y fue miembro correspondiente de la Academia Mexicana de la Historia, además fue presidente de la Western History Association (Asociación de Historia Occidental) entre 1990 y 1991.
Weber continuó enseñando y asesorando estudiantes incluso mientras era sometido a quimioterapia, dando clases durante el semestre de primavera de 2010. Murió debido a complicaciones de mieloma múltiple a los 69 años, el 20 de agosto de 2010, en Gallup, Nuevo México.

## Obras publicadas
- The Taos Trappers: The Fur Trade in the Far Southwest, 1540-1846, en 1971.
- El México perdido. Ensayos sobre el antiguo norte de México, 1540-1821, en 1976.
- Northern Mexico on the Eve of the United States Invasion: Rare Imprints Concerning California, Arizona, New Mexico and Texas, 1821-1846, en 1976.
- The Mexican Frontier, 1821-1846: The American Southwest Under Mexico, publicada en Histories of the American Frontier Series, en 1982.
- Richard H. Kern: Expeditionary Artist in the Far Southwest, 1848-1853, en 1985.
- Myth and the History of the Hispanic Southwest: Essays by David J. Weber, en 1988.
- La frontera norte de México, 1821-1846. El sudoeste norteamericano en su época mexicana, en 1988
- The Californios vs. Jedediah Smith: A New Cache of Documents, en 1990
- The Idea of Spanish Borderlands, en 1991
- The Spanish Frontier in North America, en 1992
- On the Edge of Empire: The Taos Hacienda of Los Martínez, en 1996